# Drottning Blankas gymnasieskola

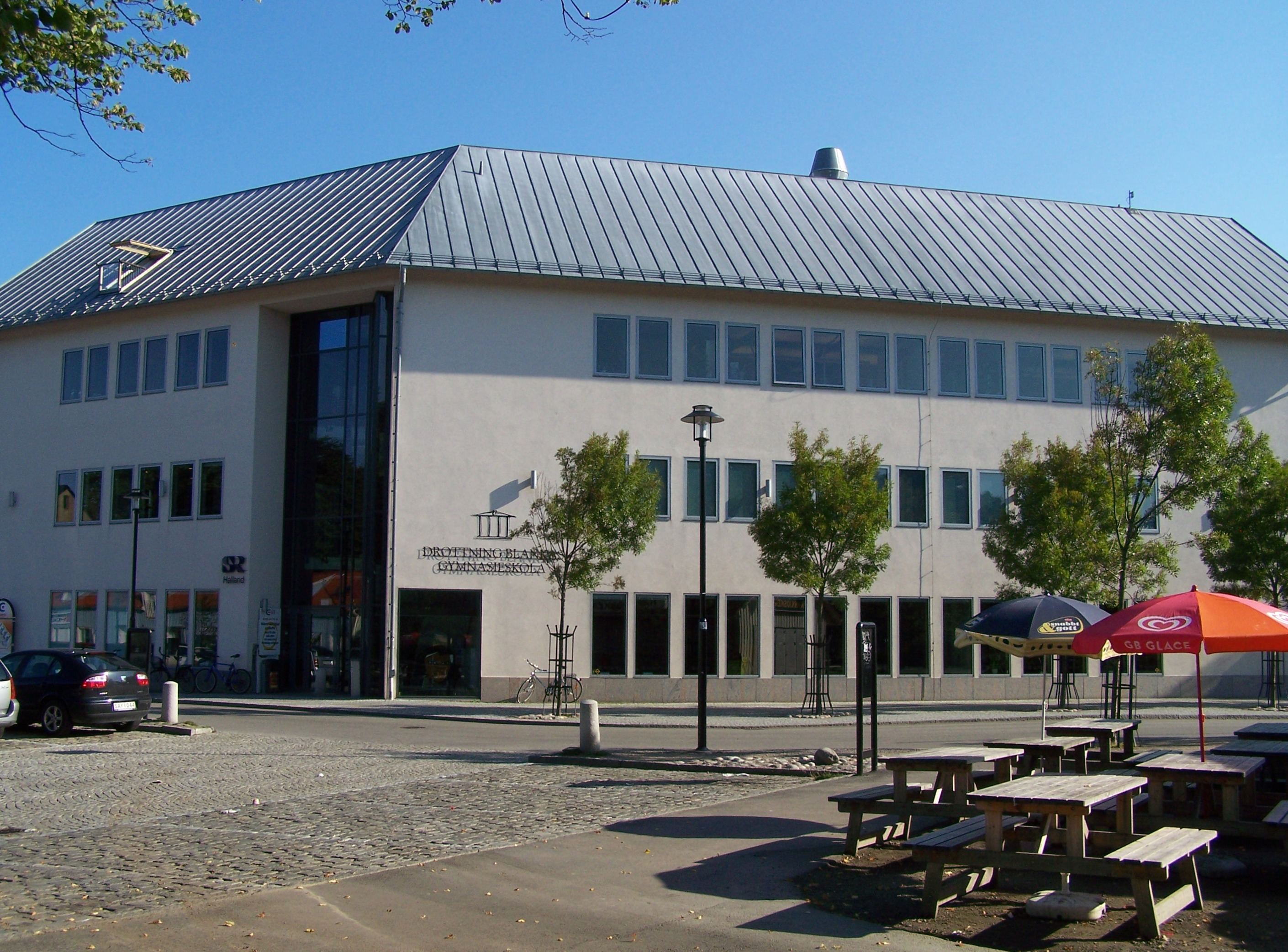
Drottning Blankas gymnasieskola i Varberg

Drottning Blankas gymnasieskola är ett utbildningsföretag som ägs av Academedia. Företaget driver gymnasieskolor i Jönköpings kommun , Borås kommun, Trollhättans kommun, Göteborgs kommun, Kungsbacka kommun, Varbergs kommun, Falkenbergs kommun, Halmstads kommun, Helsingborgs kommun, Malmö kommun, Lunds kommun, Kristianstads kommun och Stockholms kommun. Skolan har namngivits efter Blanka av Namur.